# Mariakerk (Lublin)
De Mariakerk of voluit: OLV van de Overwinningskerk (Pools: Kościół Rektoralny Wniebowzięcia Najświętszej Marii Panny Zwycięskiej) is een rooms-katholieke kerk in Lublin, die werd gesticht door Koning Wladislaus II Jagiello uit dankbaarheid aan God, wegens zijn overwinning bij de Slag bij Tannenberg. De kerk is deels gebouwd in gotische en in renaissancestijl. De kerk heeft een aantal fresco's  die deze overwinning herdenken en een aantal bijzondere stadsgezichten van de stad Lublin.Verder is de toren te beklimmen. In 2011 is de crypte opnieuw ontdekt. De crypte is daarom gerestaureerd. De kerk is opgedragen aan Sinta-Maria. De kerk is gebouwd in het verlengde van een kapel uit 1396 van een gemengd brigittijnenklooster